# Elementree Records
Elementree Records to wytwórnia płytowa założona przez Korn. Przewinęły się przez nią zespoły pochodzące z Bakersfield, rodzinnej miejscowości muzyków z zespołu, które osiągnęły pewne sukcesy. Spod skrzydeł wytwórni wyszły: Videodrone, Orgy, Adema, Deadsy, Drama, Marz. Głównym założeniem Davisa było wydawać zespoły o innym brzmieniu niż jego formacja i to udało się spełnić.